# Окремий кавказький корпус

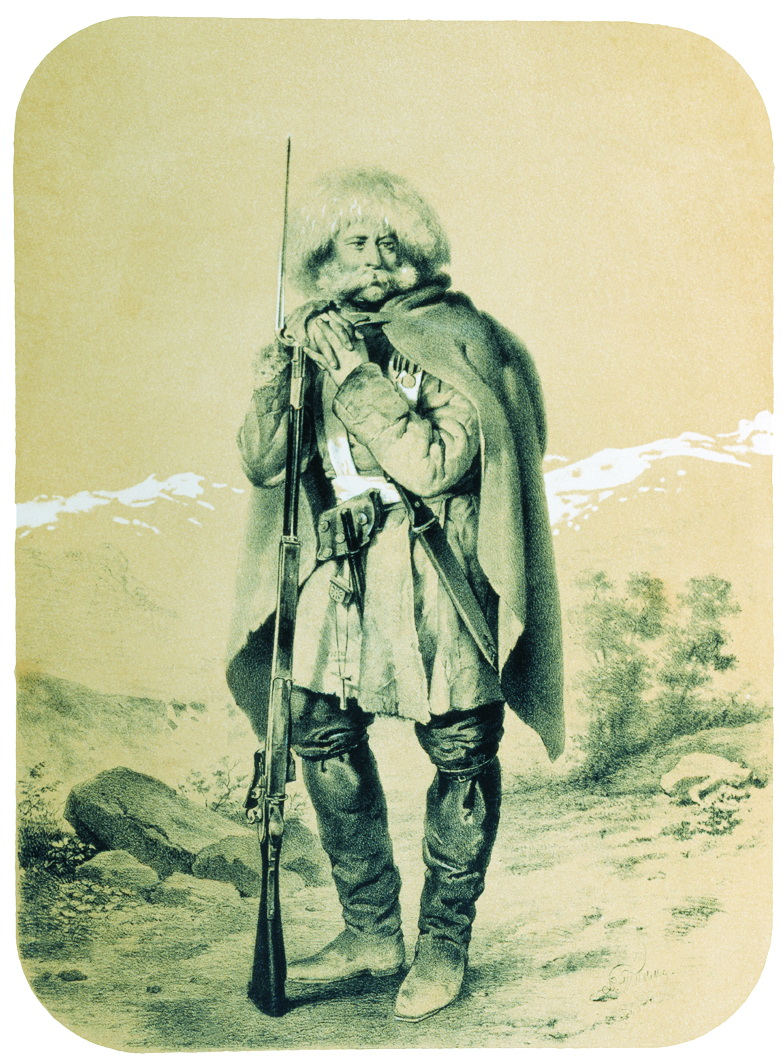
Солдат Окремого кавказького корпусу, малюнок Василя Тімма, періоду 1851-1862 років.

Окремий кавказький корпус - загальновійськове оперативне формування (об'єднання, окремий корпус) збройних сил Російської імперії, що було призначене для виконання завдань на кавказькому операційному напрямку.

## Історія
У 1777 році з військ Кизлярського краю і прикордонній лінії по річці Терек, був утворений Астраханський корпус, з підпорядкуванням астраханського губернатору. До складу корпусу увійшли Кабардинський і Горський єгерські батальйони, Моздокський і Свіяжський польові батальйони, два гарнізонних батальйони в місті Кизляр і один гарнізонний батальйон в місті Моздок. 
1779 року на посилення Астраханського корпусу прибули Селенгвнський, Томський і Ладозький піхотні полки. Восени 1782 року корпус був знову посилений новоприбулими частинами і був перейменований спочатку в Новолінійний, а потім в Кавказький корпус. Корпус складався з 22-х батальйонів піхоти, 20-ти ескадронів драгунів і 4-х рот артилерії (30 гармат). 
В початку 1796 імператриця Катерина II, вирішивши оголосити війну Персії, повеліла посилити Кавказький корпус 4-а піхотними, 3-а легкокінними і одним козачим полками. 
З числа цих військ для участі в перському поході графа Зубова був складений Каспійський корпус. До складу корпусу увійшли 6 батальйонів гренадерів, 12 мушкетерських, 7 єгерських батальйонів і 45 ескадронів кавалерії. Після смерті Катерини II імператор Павло I зупинив військові дії з Персією і повелів вивести всі війська, що знаходилися в складі Каспійського корпусу і з Грузії до Росії. 
29 листопада 1796 року височайшим наказом були затверджені нові штати полків, одночасно всі війська були розподілені на 12 дивізій, незабаром перейменованих в Інспекції. Війська, що перебували на Кавказі увійшли до складу 10-ї Кавказької дивізії. Каспійський корпус був розформований, а його частини були виведені у внутрішні губернії Росії. 
1801 року, при вступі на престол імператора Олександра I, в Кавказькій інспекції перебувало 25 батальйонів піхоти, 20 ескадронів драгунів і 5 батарейних рот артилерії. 
12 березня 1811 року утворено Грузинський корпус з 19-ї і 20-ї піхотних дивізій з їх артилерією. 1814 року грузинському і фінляндському корпусам, присвоєно найменування окремих. 
21 грудня 1815 року височайшим наказом з військ 19-ї і 20-ї дивізій, розташованих на Кавказькій лінії, в Грузії і взагалі в Закавказькому краї, утворений Окремий Грузинський корпус. Головнокомандувач в Грузії, який носив звання Головного начальника 19-ї і 20-ї піхотних дивізій, названий Командиром Окремого Грузинського корпусу.
7 лютого 1816 височайше затверджено розклад військ Окремого Грузинського корпусу. Корпус був складений з 19-ї і 20-ї піхотних дивізій, до складу яких увійшли всі війська, розташовані в межах тодішнього Кавказького краю. 
1818 року здійснено новий розподіл дивізій по корпусам і арміям Російської армії, Окремий Грузинський корпус зберегли в колишньому складі. 
У початку 1819 року внаслідок подань командира Окремого Грузинського корпусу генерала від інфантерії Олексія Єрмолова про необхідність посилення корпусу, імператор Олександр I в іменному указі генералу Єрмолова, від 19 квітня 1819 року не знайшовши можливим посилити корпус новими полками, визнав можливим тимчасово вислати під начальство Єрмолова десять полків піхоти. 
У серпні 1820 найдійшло повеління «Окремому Грузинському корпусу іменуватися надалі Окремим Кавказьким корпусом». 
У 1839 - 1840 роках до складу окремого корпусу увійшли пароплави «Могутній», «Боєць» і «Молодець», які взяли участь в створенні Кавказької укріпленої берегової лінії. З 7 по 10 жовтня 1841 року в складі загону контр-адмірала М. Станюковича брали участь в підтримці вогнем просування військ генерала І. Анрепа від Адлера до Навагінского укріплення. Спільно пароплави «Молодець» «Могутній» і «Боєць» вели на буксирах лінійний корабель «Три Ієрархи» і фрегат «Агатополь». Кораблі рухались попереду сухопутних військ на відстані близько кілометра від них. Коли на березі показувався великий завал, пароплави підводили близько до берега корабель і фрегат, які артилерійським вогнем руйнували завали і вибивали звідти противника. Потім кораблі продовжували рух вперед. 
6 грудня 1857 року Окремий Кавказький корпус був переформований в Кавказьку армію. При головнокомандуючому цієї армією створений Головний штаб. 
У серпні 1865 року в зв'язку з утворенням Кавказького військового округу, Головний штаб Кавказької армії був скасований. Війська, розташовані на Кавказі, зберігали найменування армії до 1881 року. До 1879 року війська Росії, розташовані в Європейській Росії і на Кавказі, були зведені в корпуси. 

## Склад на

### 1890 рік
- одна гренадерська дивізія;
- дві піхотні дивізії;
- дві Кавказькі козачі дивізії;
- два піших пластунських батальйони;
- дві батареї Кубанського козачого війська.

## Командувачі (роки)
- Ртищев Микола  (1815-1816)
- Єрмолов Олексій (1816-1827)
- Паскевич Іван (1827-1831)
- Розен Григорій  (1831-1838)
- Головін Євген (1838-1842)
- Нейдгардт Олександр (1842-1844)
- Воронцов Михайло (1844-1855)
- Муравйов-Карсський Микола (1855-1856)
- Барятинський Олександр (1856-1857)